# Veerle Buurman
Veerle Tooske Janna Roos Buurman, född den 21 april 2006 i Bemmel, är en nederländsk fotbollsspelare.

## Karriär
Veerle Buurman inledde sin seniorkarriär i PSV Eindhoven år 2023. Hon värvades 2024 av Chelsea, varifrån hon lånades ut till PSV Eindhoven. Hon har även representerat det nederländska damlandslaget där hon debuterade år 2024.